# 上海交通大学园林植物标本园
上海交通大學园林植物标本园位于上海交通大学闵行校区中北部，新图书馆北侧，占地面积为52,000平方米，为一集观赏、学习认知、休闲娱乐等功能于一体的生态公园。

## 歷史
上海交通大學园林植物标本园始建於2004年10月，前身為大苗圃。
2010年，在教育部和农业部的支持下，上海交通大学以农业与生物学院为主体，建设该园，一年后建成，并于2011年4月10日上海交通大学115周年校庆时揭幕。最初开放时，园内有木本植物、耐荫植物、水生植物等1000多个品种，包括木本植物800余种，草本植物400余种，以华东植物区系为主。该园不仅是农业生物类专业的实践场所，同时也是园林、园艺、植物、药学、环境等专业的公共平台，同时，园内还有小桥流水、亭台楼阁，为校内师生提供了休憩的生态空间。

## 園區結構
园林植物标本园由五林三區構成。
五林：環園海棠林、校友銀杏林、香樟林、果林、乔灌木林
三區：园林植物标本栽植區、芳香植物栽植區、城市常用樹種栽植區